# Charlie Clapham
Charlie Clapham (Leicester; 28 de junio de 1991) es un actor y comediante inglés, más conocido por haber interpretado a Freddie Roscoe en la serie Hollyoaks.

## Biografía
Es hijo de Martin Clapham y Julie Clapham.
En enero del 2014 reveló que salía con la actriz Stephanie Davis, pero la relación terminó a finales del mismo año.
En el 2014 salió con la actriz Tamara Wall.
En marzo del 2019 se reveló que estaba saliendo con Jess Impiazzi, sin embargo en agosto del mismo año se anunció que habían terminado.

## Carrera
En el 2010 apareció como invitado en dos episodios de la serie policíaca The Bill donde interpretó a Peter Robbins.
El 6 de mayo de 2013 se unió al elenco principal de la serie británica Hollyoaks donde interpretó a Freddie Roscoe, el hijo de Sandy Roscoe y hermano de Joe, David, Jason y David Roscoe, hasta el 24 de abril de 2017 después de que su personaje decidiera mudarse de Hollyoaks junto a su hija, Lexi.

## Filmografía

### Series de televisión
| Año         | Título    | Personaje      | Notas         |
| ----------- | --------- | -------------- | ------------- |
| 2013 - 2017 | Hollyoaks | Freddie Roscoe | 394 episodios |
| 2010        | The Bill  | Peter Robbins  | 2 episodios   |

### Películas
| Año  | Título                   | Personaje               | Notas                                                                                     |
| ---- | ------------------------ | ----------------------- | ----------------------------------------------------------------------------------------- |
| 2020 | Ria                      | Jack Number 25          | junto a Luke Goss, Dean Cain, Jess Impiazzi, Amar Adatia, Tony Discipline y Leon Ockenden |
| 2019 | One                      | Al                      | (corto) - junto a J.R. Kavit, Gaby Santinelli y Cassie Lauren Lewis                       |
| 2014 | The Hooligan Factory     | Freddy                  | junto a Tom Burke, Steven O'Donnell, Morgan Watkins, Leo Gregory y Craig Fairbrass        |
| 2013 | Kick-Ass 2               | Goth Kid                | junto a Chloë Grace Moretz, Aaron Taylor-Johnson, Jim Carrey y Lyndsy Fonseca             |
| 2012 | Curse of the Dead        | Miembro de la Audiencia | corto - junto a Joe Staton y Joanne Venet                                                 |
| 2011 | United                   | Tim                     | corto - junto a Hasan Dixon, Rosanna Hoult, Christopher Mock y Neal Ward                  |
| 2007 | Coming Down the Mountain | Greg                    | junto a Nicholas Hoult, Tommy Jessop, Julia Ford, Neil Dudgeon y Emer Kenny               |

### Apariciones
| Año  | Título                            | Personaje | Notas                     |
| ---- | --------------------------------- | --------- | ------------------------- |
| 2004 | The Mysterious Death of Cleopatra | Caesarian | apareció en el documental |

## Premios y nominaciones
| Año  | Categoría     | Premio             | Serie     | Resultado |
| ---- | ------------- | ------------------ | --------- | --------- |
| 2016 | Sexiest Male  | Inside Soap Award  | Hollyoaks | Ganador   |
| 2016 | Best Actor    | British Soap Award | Hollyoaks | Nominado  |
| 2014 | Best Newcomer | British Soap Award | Hollyoaks | Nominado  |